# H・ビーム・パイパー

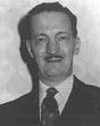
ヘンリー・ビーム・パイパー

ヘンリー・ビーム・パイパー（Henry Beam Piper, 1904年 - 1964年11月9日）は、アメリカ合衆国の小説家、SF作家。
ニューヨークのSFファン団体フューチャリアンズのメンバーだった。会員にはアイザック・アシモフ、フレデリック・ポール、C・M・コーンブルース、ジュディス・メリル、ドナルド・A・ウォルハイム、ジェイムズ・ブリッシュ、デーモン・ナイトらがいた。
1947年「アスタウンディング」誌から短編『Time and Time Again』でデビュー。多くの作品が未来史の「人類連合」（Terro-Human）とパラレルワールドものの「平行時間警察」（Paratime）の二大シリーズに含まれる。例えば『スペース・ヴァイキング』と『リトル・ファジー』は前者、『異世界の帝王』は後者である。
邦訳は少なく、未訳ながらミステリー1編も書いている。
1964年に拳銃自殺したが、自殺の理由は明らかでない。

## 日本語訳された作品リスト

### 長編
- 『スペース・ヴァイキング - 復讐の宇宙海賊』(Space Viking (1963)、風見潤訳、トクマ・ノベルズ、スペース・アドベンチャー・シリーズ） 1978
- 『異世界の帝王』(Lord Kalvan of Otherwhen (1965)、関口幸男訳、ハヤカワ文庫SF） 1979
- 『リトル・ファジー』(Little Fuzzy (1962)、酒匂真理子訳、創元推理文庫） 1984
- 『テンプル・トラブル』（Temple Trouble、美藤志州訳、kindle版） 2016
- 『フォー・デー・プラネット』（Four Day Planet、美藤志州訳、kindle版) 2016

### 短編
- 「創世記」(Genesis (1951)、浅倉久志訳、S-Fマガジン 1965/1 No.64）、のち芳賀書店『千億の世界』に収載、のち講談社文庫『千億の世界』に収載
- 「オムニリンガル」（Omnilingual (1957)、浅倉久志訳、S-Fマガジン 1968/12 No.115）
- 「いまひとたびの」（Time and Time Again (1947)、大森望訳、ハヤカワ文庫SF『ここがウィネトカなら、きみはジュディ』に収載

### ジュブナイル
- 『夜明けの惑星』（福島正実訳、集英社、ジュニア版世界のSF3）
  - 「夜明けの惑星」（Genesis）
  - 「ベティアンよかえれ」（Bettyann、クリス・ネビル）